# HBCウェザーセンター
「HBCウェザーセンター」は、HBC北海道放送内の気象情報専門セクションである。

## 概要
- 2001年1月31日、HBCは68番目の予報業務事業者になる[1]。
- 予報エリアは、北海道内の全市町村[1]。
- 気象衛星ひまわりやレーダー、そして札幌市内近郊の詳細な実況観測値など各種データを組み合わせ、気象予報士が解析することで「HBCの独自予報」を発表している[1]。

## 気象予報士
- 近藤肇
- 星井さき
- 児玉晃
- 伊藤真梨子
- 篠田勇弥